# Pavel Vondruška
Pavel Vondruška (15. listopadu 1925 České Budějovice – 5. února 2011 Praha) byl český dirigent a herec, od roku 1969 až téměř do smrti člen Divadla Járy Cimrmana. Objevil se též v několika desítkách filmů.
Ovládal několik cizích jazyků – francouzštinu, italštinu, španělštinu, angličtinu, ruštinu, němčinu, srbochorvatštinu, latinu a esperanto.

## Životopis
Vystudoval konzervatoř (1945–1946) a následně pokračoval studiem dirigování, operní režie a dramaturgie na Hudební fakultě Akademie múzických umění (1946–1950), kde ho vyučovali například Karel Ančerl či Václav Talich. Absolvoval v roce 1951 u Ferdinanda Pujmana. Při studiích působil jako korepetitor v Národním divadle a dirigoval Pražskou zpěvohru.
V letech 1951 až 1977 byl postupně dirigentem:
- symfonického orchestru AUSu
- Moravské filharmonie Olomouc
- opery Státního divadla Ostrava
- opery Hudebního divadla v Karlíně (v posledních letech souběžně i korepetitor v Národním divadle)

Mezi lety 1977 a 2009 působil v pražském Národním divadle, kde dirigoval orchestr během představení činohry. V letech 1977 až 1998 byl i vedoucím tohoto divadelního orchestru. Je znám též jako autor a upravovatel scénické hudby k několika inscenacím (například k Paličově dceři Josefa Kajetána Tyla). Občas se na prknech Národního divadla objevil i jako herec v epizodních rolích. Své působení v Národním divadle ukončil k 31. červenci 2009.
V letech 1969–2010 byl členem souboru divadla Járy Cimrmana. Z divadla nedobrovolně odešel kvůli zhoršující se paměti. Hostoval také v Divadle Na Jezerce.
Dne 28. prosince 2010 se vážně zranil při pádu do orchestřiště Stavovského divadla při provádění turistů. Poté byl hospitalizován v Motolské nemocnici a udržován v umělém spánku. Dne 5. února 2011 v téže nemocnici zemřel.

## Divadelní role
- Vyšetřování ztráty třídní knihy – inspektor
- Hospoda Na mýtince – Hrabě Ferdinand von Zeppelin
- Vražda v salonním coupé – Továrník Meyer
- Němý Bobeš – Bobeš, lékař
- Cimrman v říši hudby – dirigent
- Dlouhý, Široký a Krátkozraký – Princ Jasoň a Princ Drsoň, Zlatovláska
- Posel z Liptákova – matka (Posel Světla) Ptáček (Vizionář)
- Lijavec – Poručík Pihrt
- Dobytí severního pólu – Americký Čech
- Blaník – Josef Bohuslav Chvojka
- Záskok – Šikovatel Vogeltanz
- Švestka – Eda Wasserfall
- Afrika – Náčelník Líná Huba

Původně měl hrát ve hře České Nebe roli Maršála Radeckého, ale kvůli problémům s pamětí do této hry již nenastoupil.